# Anni Fritzer
Anni Fritzer (* um 1940, geborene Anni Taupe) ist eine österreichische Badmintonspielerin aus Klagenfurt. 

## Karriere
Anni Fritzer wurde 1958, 1960 und 1961 österreichische Meisterin im Damendoppel mit ihrer Schwester Hilde Taupe. 1966 und 1967 siegten beide auch bei den Slovenian International.

## Sportliche Erfolge
| Saison | Veranstaltung                   | Disziplin   | Platz | Name                            |
| ------ | ------------------------------- | ----------- | ----- | ------------------------------- |
| 1958   | Österreich: Einzelmeisterschaft | Damendoppel | 1     | Hilde Taupe / Anni Taupe        |
| 1960   | Österreich:Einzelmeisterschaft  | Damendoppel | 1     | Hilde Taupe / Anni Taupe        |
| 1961   | Österreich: Einzelmeisterschaft | Damendoppel | 1     | Hilde Taupe / Anni Taupe        |
| 1966   | Slovenian International         | Damendoppel | 1     | Hilde Kreulitsch / Anni Fritzer |
| 1967   | Slovenian International         | Damendoppel | 1     | Hilde Kreulitsch / Anni Fritzer |